# Ack, Herren Gud Fader i himmelen bor
Ack, Herren Gud Fader i himmelen bor, även kallad Skapelsevisan eller Adamsvisan är en andlig visa från 1800-talet med 15 verser.

## Historik
Ack, Herren Gud Fader i himmelen, även kallad Skapelsevisan eller Adamsvisan är en andlig visa från 1800-talet. Den publicerades för första gången i ett skillingtryck från 1811. Visan upptecknades under 1800-talet efter Anders Magnus Andersson "Mäster Plut" i Västervik av Carl Erik Södling och upptecknades 1889 i Hofterups socken i Skåne av Nils Andersson.

## Publicerad i
- Folkliga koraler från södra Sverige: koraler, andliga visor och gamla psalmer.